# Copperbelt
Copperbelt é uma das 10 províncias de Zâmbia. Sua capital é a cidade de Ndola. É a segunda província mais habitada da Zâmbia.

## Etimologia
A província foi nomeada fazendo menção ao grande referencial geográfico-geológico e socieconômico a que está inserida, o cinturão de cobre da África Central.

## Distritos[2]
| - Chingola - Chililabombwe - Kitwe - Kalulushi - Lufwanyama - Luanshya - Masaiti - Mpongwe - Mufulira - Ndola |